# Blachownia
Blachownia je mesto na jugu Poljske.  Leži okrog 10 km zahodno od Čenstohove. Ima status mesta od leta 1967.
V mestu je akumulacijsko jezero s površino 47 ha, nastalo v 19. stoletju. Okoli jezera je območje za rekreacijo.

## Galerija
- Mestna hiša
- Jezero
- Šola